# Nafisa Khan
Nafisa Khan (Nueva York, Estados Unidos 20 de febrero de 1988 - Bombay, India 3 de junio de 2013), también conocida como Jiah Khan, fue una actriz, modelo y cantante anglo-india que apareció en películas de Bollywood. Ella cambió su nombre por el de Jiah Khan antes de hacer su debut cinematográfico en Nishabd en 2007. Era conocida sobre todo por su papel en la película Ghajini de 2008. Hizo su tercera y última aparición en el cine en Housefull en 2010 (tres años antes de su muerte). En 2012, cambió su nombre de nuevo a Nafisa Khan.

## Filmografía

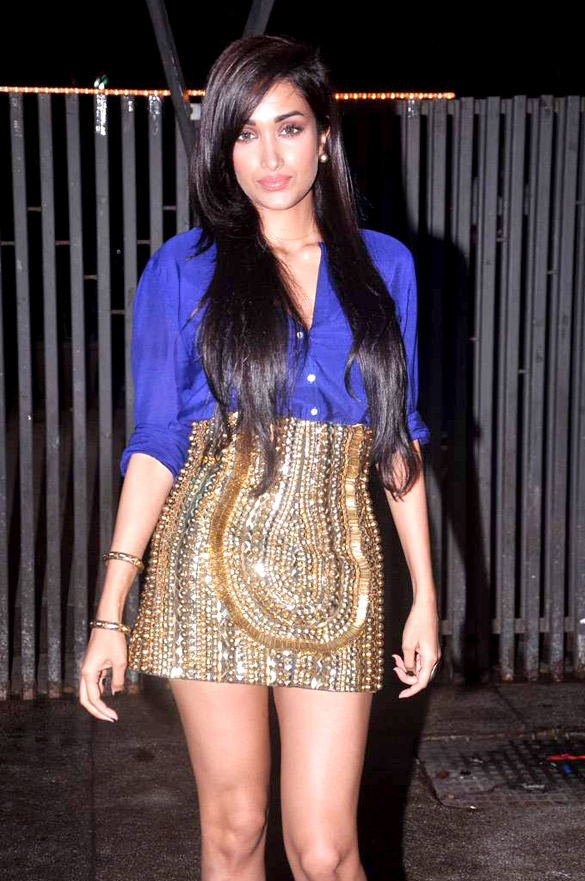
Jiah Khan.

| Año  | Película  | Papel  | Notas                                        |
| ---- | --------- | ------ | -------------------------------------------- |
| 2007 | Nishabd   | Jia    | Nominada al Filmfare Best Female Debut Award |
| 2008 | Ghajini   | Sunita |                                              |
| 2010 | Housefull | Devika | Aparece al final de la película              |